# Amblycerus baracoensis
Amblycerus baracoensis là một loài bọ cánh cứng trong họ Bruchidae. Loài này được Kingsolver miêu tả khoa học năm 1970.